# Pseudoanthidium pictipes
Pseudoanthidium pictipes är en biart som först beskrevs av Morawitz 1894.  Pseudoanthidium pictipes ingår i släktet Pseudoanthidium och familjen buksamlarbin. Inga underarter finns listade i Catalogue of Life.